# What time is summer of love?
『What time is summer of love?』（ワット・タイム・イズ・サマー・オブ・ラブ）は、日本のミュージシャン、SUGIURUMNの7枚目のオリジナルアルバムであり、メジャーデビューアルバムである。販売元はavex。

## 解説
- 前作から約2年ぶりの本作はavex移籍第1弾アルバムである。
- 参加アーティストの全員が海外アーティストである。
- このアルバムはそれまでのアルバムに比べロック調の曲が多く見られる。
- 収録されている曲は10分前後で終わるものが多く、演奏時間が約12分の曲も収録されている。

## 収録曲
1. In The Beginning feat. Alan McGee
  - 1:53
2. Travelling feat. Joel Edwards
  - SUGIURUMNの代表曲で、世界中でヒットを記録した。PVが製作されている。
  - 10:32
3. Don't Sleep feat. Kram
  - Kramの参加はシングルBoogie Nights以来である。
  - 7:51
4. HOUSE 69 feat. Rowetta
  - PSPの音楽ゲーム『ルミネスII』で使用された楽曲。
  - 10:38
5. Crazy Diamond feat. SIDESHOW BOB
  - 5:32
6. Hansel und Gretel
  - 11:57
7. Sad Song (Between Uncertainty) feat. Mark Gardener
  - 9:01
8. What Time Is Summer Of Love?
  - 表題曲
  - 9:05
9. Live For Tonight feat. Tim Burgess
  - 9:07